# Veľké Leváre
Veľké Leváre é um município da Eslováquia, situado no distrito de Malacky, na região de Bratislava. Tem 26,45 km² de área e sua população em 2019 foi estimada em 3617 habitantes.

## Demografia
| Ano:        | 1994 | 2004    | 2014   | 2024   |
| ----------- | ---- | ------- | ------ | ------ |
| Broj ljudi: | 3228 | 3554    | 3576   | 3762   |
| Razlika:    |      | +10,09% | +0,61% | +5,20% |

| Ano:               | 2023 | 2024   |
| ------------------ | ---- | ------ |
| Número de pessoas: | 3751 | 3762   |
| Diferença:         |      | +0,29% |